# Polythlipta vagalis
Polythlipta vagalis is een vlinder van de familie van de grasmotten (Crambidae). De wetenschappelijke naam van deze soort is voor het eerst voorgesteld als Glyphodes vagalis door Francis Walker in een publicatie uit 1866.
De soort komt voor in India (West-Bengalen).